# Ист Пасадина (Калифорнија)
Ист Пасадина (енгл. East Pasadena) насељено је место без административног статуса у америчкој савезној држави Калифорнија.

## Демографија
По попису из 2010. године број становника је 6.144, што је 99 (1,6%) становника више него 2000. године.
| Група             | 2000.         | 2010.         |
| Белци             | 2.302 (38,1%) | 2.082 (33,9%) |
| Афроамериканци    | 154 (2,5%)    | 183 (3,0%)    |
| Азијати           | 1.211 (20,0%) | 1.589 (25,9%) |
| Хиспаноамериканци | 2.130 (35,2%) | 2.139 (34,8%) |
| Укупно            | 6.045         | 6.144         |